# Рустави (гоночная трасса)
«Рустави» — гоночная трасса, расположенная в 20 км по прямой от столицы Грузии Тбилиси. Названа по имени ближайшего населенного пункта — Рустави. В 2011—2012 годах полностью реконструирована по стандартам Категории 2 FIA и стала первым профессиональным автодромом, построенным в регионе Закавказья. В церемонии открытия обновленной трассы, состоявшейся 29 апреля 2012 года, принял участие президент Грузии Михаил Саакашвили за рулем болида класса Формула-3.

## История
Последняя гоночная трасса, построенная в СССР. Открытая в 1978 году, трасса «Рустави» имела в длину 4040 м при ширине 18 м в зоне старта-финиша, 14 м — в поворотах и 12 м — на прямых. В составе комплекса был картодром, трасса для автокросса, мототрек с мотобольным полем, открытая трибуна на 500—800 мест; рядом находилась техническая база и гостиница. Первые автогонки прошли уже в 1978-м, когда строительные работы ещё не были закончены. Этапы чемпионатов СССР проводились в Рустави 11 раз (1979—1989). После развала СССР трасса не реконструировалась, дорожное покрытие пришло в негодность. В 2009 году участок земли с руинированной трибуной и полуразрушенным дорожным покрытием был приобретен на государственном аукционе компанией Шоты Абхазава. В апреле 2011 года на строительной площадке побывал президент FIA Жан Тодт.

## Реконструкция
Трасса полностью реконструирована, конфигурация ряда поворотов изменена. Выполнен значительный объём ландшафтных работ, в ходе которых перемещено свыше 250000 м3 грунта. Построено две стационарные трибуны: крытая трибуна на 2000 посадочных мест и открытая — на 3000 стоячих мест. Возведено здание технических боксов (28 боксов, выполненных по стандарту FIA). Второй ярус здания служит дополнительной трибуной, а также вмещает офисы, ресторан на 200 мест и конференц-зал. Третий этаж занимает башня управления гонкой.
Для проезда грузовиков в паддок, между поворотами 2 и 3 выполнен тоннель. Главная трибуна связана с паддоком пешеходным тоннелем. Мост с двумя сванскими башнями позволят зрителям попасть на Трибуну 3.
Трасса оснащена несколькими современными инженерными системами: видеонаблюдение камерами высокого разрешения, покрывающими 100 % дистанции, 14 светодиодных светофоров с электронным управлением, оптоволоконная сеть, система распределения звука, а также система хронометража марки AMB, делящая трассу на 3 сектора.
Старт-финишная прямая удлинена до 830 метров и стала пригодной для дрэг-рейсинга.

## Безопасность
После реконструкции трасса стала удовлетворять требованиям безопасности, предъявляемым к автодромам Категории 2 FIA. Это позволяет принимать на ней большинство мировых гоночных серий, включая GP2. Все зоны вылета имеют гравийное покрытие, а в наиболее критичных местах уложен асфальт.

## События
В 2012 году на автодроме проходит ряд автоспортивных событий, в том числе: Открытый Чемпионат Грузии по автогонкам в классах Formula Alfa и Legends car racing, парные гонки, дрифтинг, картинг, мотогонки и клубные заезды. Билеты продаются в среднем по цене 5 лари (менее 100 рублей) и могут быть приобретены на месте. Главные события освещаются телекомпанией Georgian Public Broadcaster. С 14 июля 2012 года принимаются ставки на заезды в основных классах машин — Формула Альфа и Легендс.

## Команды
Автодром служит базой для нескольких вновь созданных гоночных команд, таких как Gulf Racing, Liberty Bank Racing, MIA Force, Команда «Аджара», VTB Bank, Команда Министерства Спорта и Команда GPB.

## Характеристики трассы
Длина: 4140 м

Минимальная ширина: 12,5 м

Максимальная ширина: 21,5 м

Длина старт-финишной прямой: 667 м

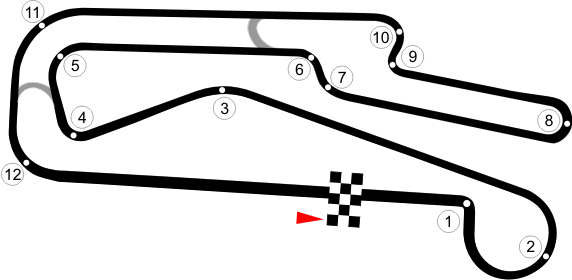
Rustavi International Motorpark

Направление движения: против часовой стрелки

Максимальный продольный подъём: 3,16 %

Минимальный продольный спуск: 2,5 %

Минимальный поперечный уклон: 1,75 %

Максимальный поперечный уклон: 8 %

Повороты: 7 левых, 5 правых

Вместимость трибун на первом этапе строительства: 7500.

Количество пит-боксов: 28

Размер одного пит-бокса: 6 x 14 м

Расчетная максимальная скорость для автомобиля GP2: 282 км/ч.

## Конфигурации трассы

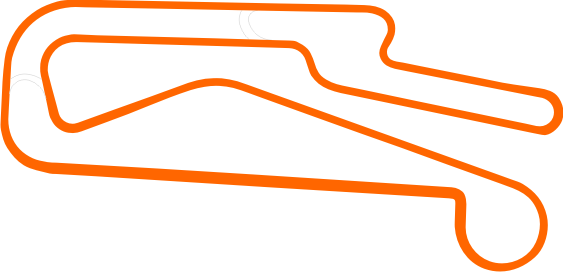
Конфигурация А - 4140 м
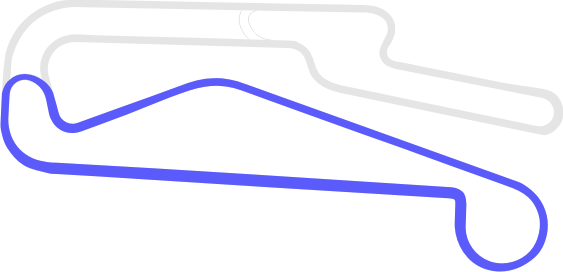
Конфигурация B - 2140 м
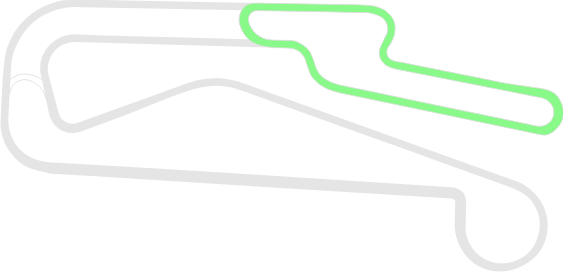
Конфигурация C - 1338 м